# L'Africa
L'Africa è un ritratto a pastello su carta dell'artista italiana Rosalba Carriera, realizzato nel 1720 circa e conservato alla Gemäldegalerie Alte Meister di Dresda.

## Storia

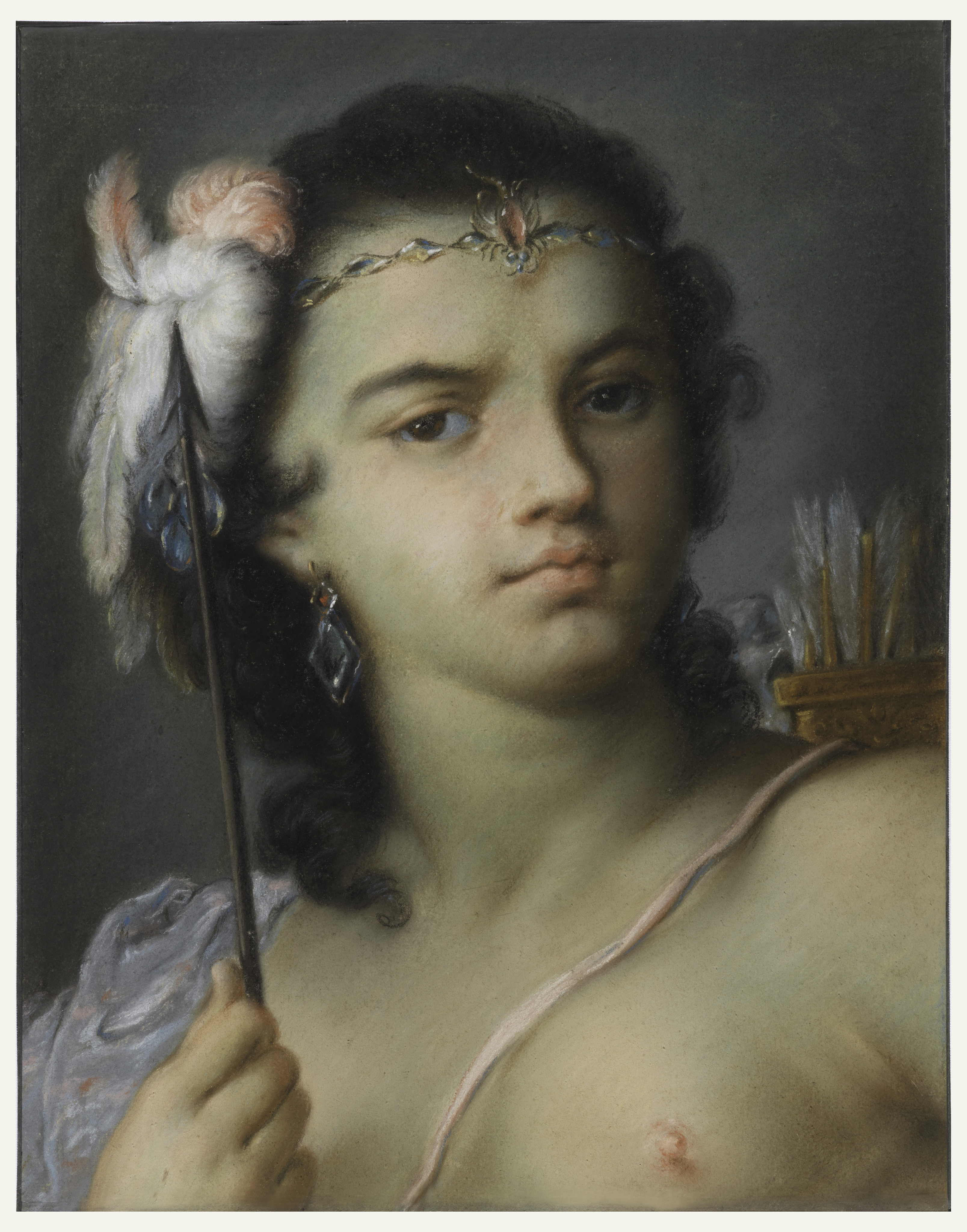
L'America, un altro dipinto della serie sui quattro continenti.

Rosalba Carriera era una donna di cultura e aveva molte passioni, tra le quali spiccava la ritrattistica: infatti scrisse il trattato Maniere diverse per formare i colori per illustrare il modo di servirsi dei pastelli. Prima di fare il ritratto di una persona, ella ne studiava attentamente l'espressione del volto, dopodiché sceglieva una posa elegante, degli abiti drappeggiati e dei gioielli di pietre e perle. Ella visse durante il trionfo dello stile rococò, ma i suoi ritratti esprimono un certo realismo, sorprendente per l'epoca. Rosalba Carriera realizzò delle serie sulle quattro stagioni, i quattro elementi e i quattro continenti (l'Oceania non era ancora stata scoperta). La datazione dei Continenti è incerta, un segno della scarsa documentazione su quest'opera, ma si ritiene che risalgano più o meno al 1720. La serie completa dei Continenti era a Dresda, ma due opere sarebbero finite in un museo nuovaiorchese, dove si trova anche una copia dell'Africa, mentre l'America sarebbe finita al museo nazionale delle donne nell'arte di Washington.

## Descrizione
Questa bellezza africana ha uno scorpione finto al collo e la testa coperta da un turbante di seta, ricca di piume e gioielli; ella porta alle orecchie degli orecchini con due perle a goccia e il suo collo è cinto da una collanina di perle luccicanti. Il corpo e la testa sono piegati e lo sguardo è rivolto verso la sua sinistra.
La sua seconda collana non è chiusa, ma si apre liberamente: metà di perle e metà di corallo rosso, questa collana è tenuta al collo dal peso di un fermaglio, composto da un ramo di corallo scolpito a forma di scorpione; l'altra estremità scende liberamente sul petto. Rosalba Carriera, nata a Chioggia, conosceva la grande tradizione orafa di Venezia.
La giovane africana stringe delle vipere nel pugno della mano sinistra: il veleno dello scorpione e quello della vipera sono un segno premonitorio per coloro che vorrebbero penetrare nel cuore dell'Africa. Le ricchezze vengono dai mari che circondano questo continente, soprattutto il corallo rosso e le perle, mentre l'entroterra è vietato agli europei. Anche il sorriso della donna, dalle labbra semiaperte, sembra sinistro. I denti vengono messi in risalto, in quanto all'epoca vi era un'analogia con l'avorio presente nel continente, secondo la descrizione fatta da François Bernier.